# Bon Chrétien Williams
De Bon Chrétien Williams is een oud Engels perenras dat in Nederland de naam Muskuspeer droeg vanwege de muskussmaak.

## Beschrijving

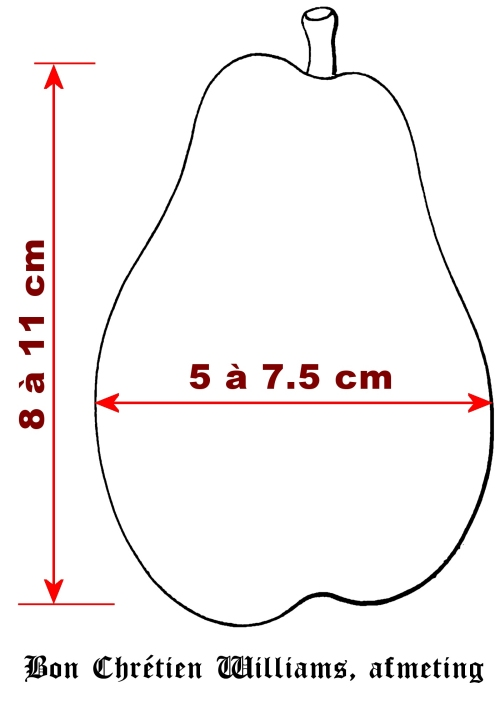
afmeting

De groeikracht van deze perenboom is normaal ze werden meestal geënt op een onderstam van kweepeer.
De kroon is piramidaal met veel sterke gesteltakken- en zijtakken, de takken hebben de neiging verticaal te groeien maar buigen later door het gewicht van de vruchten in horizontale richting..
De boom draagt al snel en de vruchten worden eind augustus - september geoogst.
De vrucht heeft een onregelmatige piramidale enigszins afgeknotte vorm, de afmeting is 8 - 11 cm lang en 5 - 7.5 cm breed op het breedste punt.
De schil is dun en de kleur is lichtgroen, met donkerder groene en roodbruine vlekken bij het rijpen wordt de kleur geelachtig met een lichtrode blos aan de zonkant.
Het vruchtvlees is witachtig, zacht en fijn van structuur met veel zoet aromatisch sap, de muskussmaak wordt niet door iedereen gewaardeerd.
De vruchten moeten tijdig worden geplukt en zijn niet lang houdbaar.
De steel is vrij kort, dik en vlezig, ongeveer 2 cm lang met aan beide einden een verdikking, de bladeren zijn diepgroen en de bladvorm is breed met duidelijk scherpe kartels.

## Historie
In Engeland werd de peer rond 1800 gekweekt uit pitten door een schoolmeester genaamd Wheeler uit Aldermaston in Berkshire. In 1816 werd het ras aangemeld bij de Royal Horticultural Society door Richard Williams uit Turnham Green in Londen, daarna werd het ras op grote schaal vermenigvuldig en verspreidde zich over Engeland en later naar de Verenigde Staten. De Engelse naam William's Bon Chretien werd gegeven door W. Aiton, schrijver van Hortus Kewensis. Pomoloog Léon Leclerc is waarschijnlijk degene die het ras in Frankrijk introduceerde. Hij ontving van 
een van zijn correspondenten uit Londen enkele takken, in 1828. Hij kweekte daaruit perenbomen en vermenigvuldigde die. In 1831 bood hij transplantaten aan een museum in Parijs. Vanuit Frankrijk verspreidde het ras zich over België, Nederland en Duitsland.

## Synoniemen
- Bon Chrétien Williams (William Hooker, Transactions of Me horti¬culture Society of London, 1816).
- D'Angleterre [de Van Mons], (Van Mons, Catalogue général de 1823).
- Bartlett of Bartlett de Boston, (Thompson, Catalogue of fruits cultivated in Me garden of Me horticultural Society of London, 1842; et A. J. Downing, the Fruits and fruit trees of America).
- Guillaume, (A. J. Downing, ibid.).
- Barnet's William, (Tougard, Tableau analytique des variétés de poires, 1852).
- Bon Chretien Barnet's, (Id. ibid.).
- Bartletts Williams's, (Liron d'Airoles, Notices pomologiques 1855).
- Delavault, (Bivort, Annales de pomologie belge et étrangère, 1855).
- Charles Durieux, (Dochnahl, Obstkunde, 1856).
- Clara Durieix, (Liron d'Airoles, Liste synonymique historique des diverses variétés du poirier, 1859).
- Doyenne Clément, (Charles Downing, the Fruits and fruit trees of America, 1868).